# Daniel Rolander
Daniel Rolander (* 1723 in Hälleberga, Småland; † 10. August 1793 in Lund) war ein schwedischer Naturforscher und Schüler von Carl von Linné.

## Leben
Über Daniel Rolanders Eltern ist wenig bekannt, man geht davon aus, dass sein Vater Landwirt war. Er besuchte die Elementarschule und das Gymnasium in Växjö (1736–1741) und von 1741 bis 1754 die Universität von Uppsala. Ab 1744 wurde Daniel Rolander an der Universität Uppsala bei Carl von Linné ausgebildet. Er verteidigte niemals eine Dissertation, veröffentlichte jedoch fünf entomologische Aufsätze. Bereits zu Beginn war er ein Experte auf dem Gebiet der Insektenkunde. Linnaeus muss von dem jungen Mann sehr beeindruckt gewesen sein, denn er machte ihn auch zum Lehrer seines Sohnes Carl.

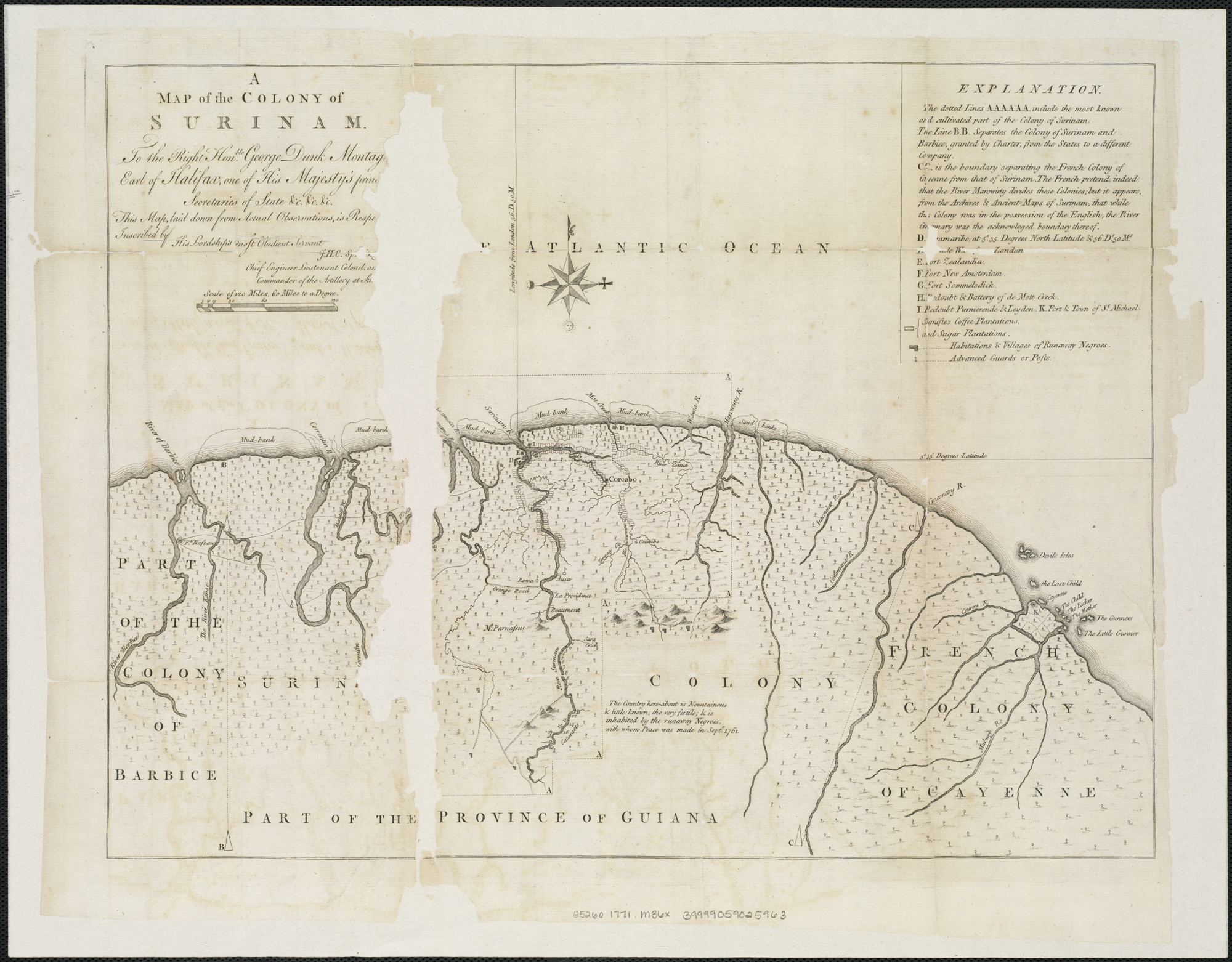
Karte von Surinam, 1771

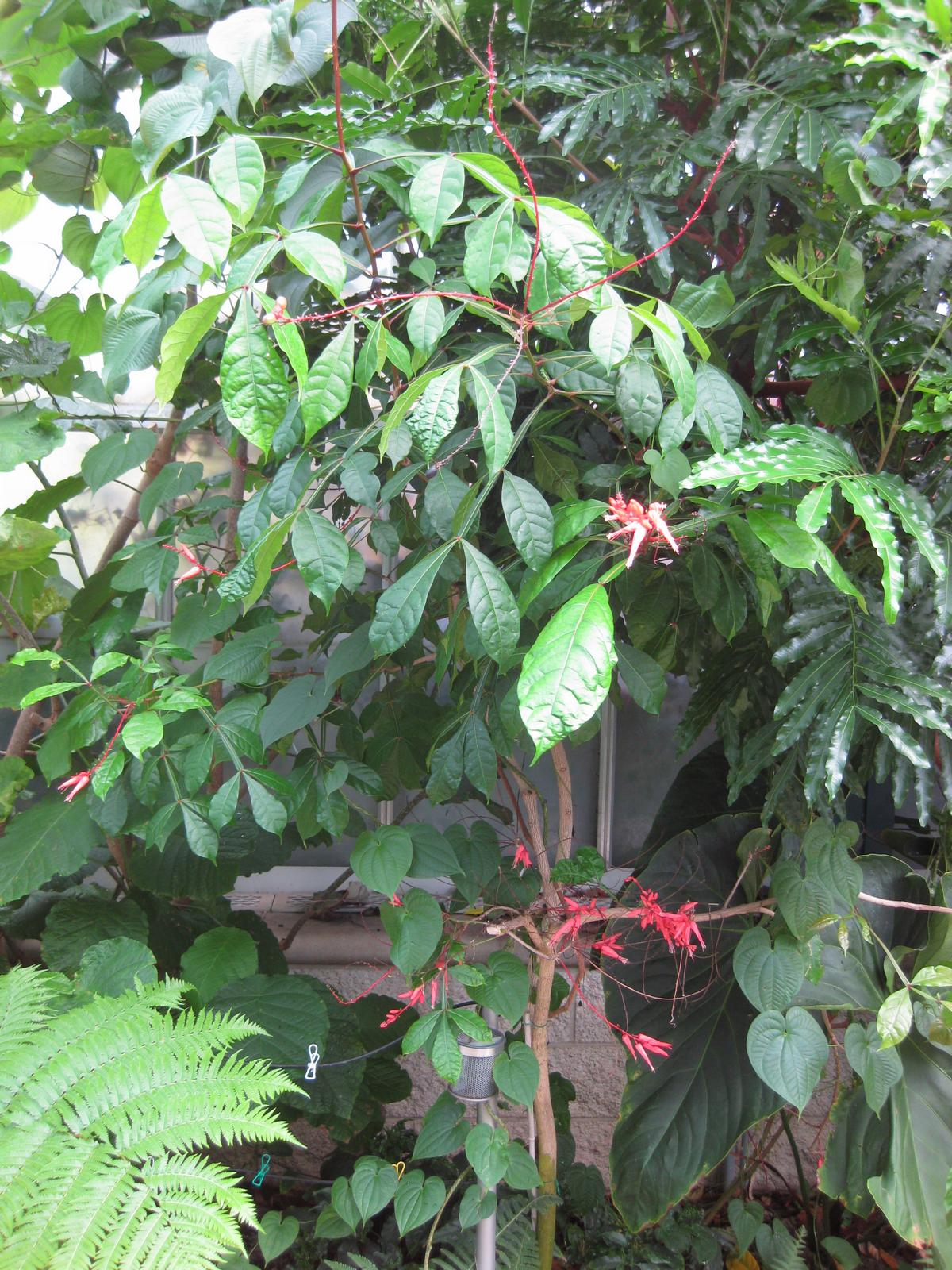
Quassia amara

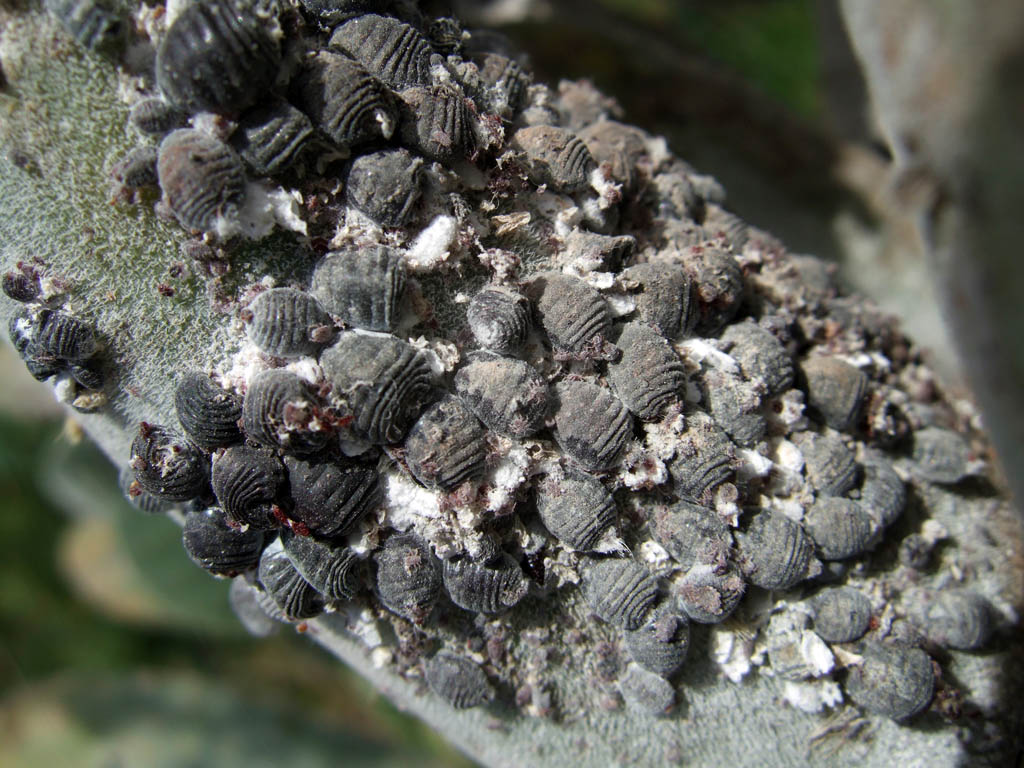
Cochenilleschildlauskolonie auf einer Opuntie

1754 vermittelte er ihn als Lehrer für die Kinder des schwedischen Oberstleutnants Carl Dahlberg auf dessen Plantagen in Surinam. Doch auf der Reise dorthin erkrankte er. Erst im April 1755 war er so weit genesen, dass er die Reise nach Südamerika wagen konnte. Dort traf er am 20. Juni 1755 ein. Von Paramaribo aus durchstreifte er die Umgebung. Ein gefährliches Unterfangen, tropische Krankheiten und ein Krieg mit entlaufenen Sklaven machten die Gegend unsicher. Das und seine schlechter werdende Gesundheit veranlassten ihn letztlich Surinam wieder zu verlassen. Angesichts der Menge der gesammelten Präparate, über deren Vielfalt er selbst erstaunt war, und wissenschaftlichen Notizen scheint er seine Aufgabe als Tutor in diesen sieben Monaten kaum wahrgenommen zu haben. Er schiffte sich am 20. Januar 1756 ein und erreicht am 14. April 1756 Texel. Er kam noch bis Deutschland, als ihm das Geld ausging. Es dauerte etwas, bis die Königlich Schwedische Akademie der Wissenschaften ihm Geld schickte und so erreichte er im Oktober 1756 Stockholm, wo er Teile seiner Sammlung, so zum Beispiel drei Exemplare der von Linné begehrten Quassia amara an seinen Förderer übergab. Dass Linné die Pflanze nach dem Negersklaven namens Quassia benannte, der das Geheimnis um deren Fähigkeiten als Magenbitter oder Fieberheilmittel an Rolander für eine gewisse Summe verkauft hatte, soll Dahlberg verärgert haben, der für sich selbst den Nachruhm erhoffte.
Linnaeus wollte unbedingt all seine Proben und Forschungsergebnisse aus Surinam sehen, was Rolander ihm jedoch verweigerte. Damit begann sein Konflikt mit Linnaeus. Das ging so weit, dass Linnaeus nach einigen Monaten in das Zimmer von Rolander einbrach und einige ihn besonders interessierende Exemplare stahl. Das daraus resultierende Zerwürfnis beider Naturwissenschaftler sollte nie überwunden werden, womit letztendlich Rolanders wissenschaftliche Karriere besiegelt wurde. Terry Breverton macht in seinen Schilderungen daraus mehr eine wissenschaftliche Anekdote, die Linnaeus teilweise in Schutz nimmt und auf einer Verkettung von Missverständnissen beruhte. Rolander habe in der Hoffnung, dass Linnaeus eine von ihm entdeckte kleine interessante Käferart, die auf Opuntien-Kakteen lebte, nach ihm benennen würde, zu ihm nach Hause gebracht. Sein Lehrer war jedoch außer Haus, woraufhin Rolander die lebenden männlichen und weiblichen Exemplare im Vertrauen in dessen Gartenhaus in einem Glas und einer ihrer Umgebungspflanzen zurückließ. Linnaeus Gärtner hätte diese jedoch in Unkenntnis als vermeintliche Schädlinge vernichtet, indem er die Pflanze aus dem Behältnis nahm, den Dreck und damit die Insekten entfernte, und somit die Käfer damit beseitigte. Linnaeus, der selbst brennend an diesen Exemplaren interessiert war, schützte daraufhin eine Migräne vor und Rolander geriet außer sich: die Spezies, die eventuell Dactylopius rolander hätte heißen können, wird heute als Dactylopius coccus, sprich die Cochenilleschildlaus, bezeichnet.
1757 wurde Rolander Kurator des Gartens am Seraphim-Krankenhaus in Stockholm. Die Position war nicht universitär und auch nicht für einen Entomologen vorgesehen, als der sich Rolander verstand. In Deutschland fand seine Reise und seine veröffentlichten Ergebnisse 1758 gleichwohl eine Würdigung. 1761 verließ er den Posten, eigentlich um Professor in Stockholm zu werden, was jedoch von Linnaeus hintertrieben wurde. Er ging stattdessen nach Dänemark, um dort sein Glück zu versuchen. Auch hier war er erfolglos, aber er verkaufte seine Proben und Aufzeichnungen an den dänischen Biologen und Mediziner Christen Friis Rottbøll. Rottbøll sichtete das Material und veröffentlichte über 40 Beschreibungen. Rolanders Unterlagen verschwanden in den Archiven der Botanischen Bibliothek des Dänischen Museums für Naturgeschichte, die 700 Seiten seiner Notizen, die in schwierigem Latein verfasst wurden, und seine Sammlung wurde über verschiedene Sammlungen verstreut. Der Wert seiner Aufzeichnungen in Südamerika wurde erst im 19. Jahrhundert durch die Forschungen Alexander von Humboldts erreicht.
Rolander war 1765 wieder nach Schweden zurückgekehrt. Mit Hilfe einiger Freunde konnte er sich in Lund zur Ruhe setzen. Anderen Angaben zufolge verstarb er einsam im Armenhaus.
Ihm zu Ehren wurde später eine Gattung der Vernonieae benannt, in früheren Zeiten eine in Südamerika und auf den Westindischen Inseln lebende Käferart.

## Rolanders Manuskript
Das von Christen Friis Rottbøll gekaufte Manuskript ist 699 Seiten lang und auf Latein verfasst. Ein Teil des Textes wurde bereits 1811 als Diarium surinamense, quod sub itinere exotico conscripsit Daniel Rolander veröffentlicht. James Dobreff – ein Latein-Experte der Universität Lund – erarbeitete mit seinen Mitarbeiten eine englische Übersetzung, die mit Hilfe der privaten Stiftung IK Foundation 2008 als The Linnaeus Apostles - Global Science and Adventure: Daniel Rolander’s Journal veröffentlicht wurde. Laut New Scientist stand die Herausgabe durch Lars Nansen kurz bevor. Dobreff arbeitet derzeit auch an einer historisch-kritischen Ausgabe des lateinischen Originaltextes. Die Bearbeiter waren bereits im Vorfeld der Veröffentlichung von der akkuraten Detailgetreue der wissenschaftlichen Beschreibungen Rolanders beeindruckt und hoben dessen wissenschaftlichen Rang hervor, wobei er sich seinen Zeitgenossen als ebenbürtig gegenüber erwies: „Rolander in his diary proved he was a well-prepared and skilled biologist. His perspicacity and knowledge of the literature available at his time permitted him to recognize correctly several undescribed species, in addition to the others he had also classified usually in agreement to the published works of pre-Linnaean authors, Linnaeus himself, and contemporaries.“

## Aphanus rolandri
1768 benannte Linnaeus die kleine Bodenwanze Aphanus rolandri nach Daniel Rolander. Aphanus heißt auf Deutsch etwa so viel wie „unscheinbar“.